# Gabriela Goldsmith
Gabriela Goldsmith Guasch (Cidade do México, 11 de setembro de 1963) é uma atriz mexicana. Sua mãe é cubana, seu pai é mexicano.

## Biografia
Gabriela iniciou sua carreira vencendo um concurso de modelos em 1982, com esse resultado foi possível prosperar no competitivo mundo dos espectáculos. Dentro do cenário de peças de teatrais, participou em "Mujeres Frente al Espejo", e ganhou o prêmio Revelação dramática do teatro, concedido pela Associação de Teatro Críticos e jornalistas, também atuou em "Engáñame se quiserr", "Don Juan Tenorio", e "Sálvese Quien Pueda" dirigidas por Manolo Fábregas, entre outros. 
Enquanto no campo cinematografico tem mais de 50 filmes, incluindo: "La Mujer del Tahúr" (1981), "El Hijo de Pedro Navaja" (1985), "Gavilán o Paloma" (1985), "Federal de Narcóticos" (1991) e "Reclusorio" (1997), só para citar alguns.
Na televisão ela trabalhou em "No Empujen" com Raúl Astor, "Video Cosmos" e "La Güereja y Algo Más". Ela também é uma ótima especialista em vários papeis. lsso pode ser notado em telenovelas onde interpretou vários tipos, desde a supervilã Lorena de Simplemente María até Magnólia, uma mãe arrependida por ter abandonado seus filhos em María Mercedes. Gabriela tem uma longa lista de atuações em outras telenovelas, entre as quais estão; El Engaño (1986), El Precio de la Fama (1987), Quinceañera (1987), Encadenados (1988), Simplemente María (1989), Mi Pequeña Soledad (1990), Alcanzar una Estrella II (1990), La Pícara Soñadora (1991), Alcanzar una Estrella II (1991), María Mercedes (1992), Sin Ti (1997), Siempre te amaré (2000),  El derecho de nacer (2001), Así son Ellas (2002). 
No ano de 2004 Gabriela ingressou no elenco de "Amartes es mi pecado", também se apresentou em diversos locais no México com  a peça "Escultor Destinos". Em 2005, ela participou na série "Bajo el mismo techo". 
Em 2006, entrou para o elenco da novela Código Postal com o papel de "Minerva". Em 2007 participa na telenovela Amor sin maquillaje que comemorava o 50 º aniversário das telenovelas mexicana, e em seguida atuou também em Destilando amor. 
Em 2008 ela foi convidada para participar do elenco da novela Mañana es para siempre, com os protagonistas Fernando Colunga e Silvia Navarro. Gabriela possui outras peculiaridades como falar fluentemente Inglês e Italiano, é Formada em odontologia, sendo uma dentista atuante. Se pai é campeão nacional de judô, Gabriela também se casou muito jovem com apenas 16 anos de idade, após o nascimento de sua única filha chamada Abril, ela se divorciou.

## Telenovelas
- Lo imperdonable(2015) como Montserrat
- Quiero amarte (2014) como Emma
- Amores Verdaderos(2012-13) como Dóris Ornel de Paiva
- Dos Hogares (2011) como Verónica de Garza
- Llena de amor (2010) como Fedra de Curiel
- Amor sin maquillaje (2007) como Elena
- Destilando amor (2007) como Casandra Santoveña
- Código postal (2006) como Minerva Carvajal
- Misión S.O.S. (2004) como Vivian Johnson
- Amarte es mi pecado (2004) Cathy de Quiroga
- Así son ellas (2002) como Narda Mareca Del Mar de Bolestáin
- El derecho de nacer (2001) como Adriana Drigani de Rivera
- Siempre te amaré (2000) como Ariana
- Por tu amor (1999) como Sônia Nováez
- Sin ti (1998) como Prudencia
- Camila (1998) como Ana María Iturralde
- Prisionera de amor (1994) como Isaura
- María Mercedes (1992) como Magnolia de Mancilla
- La Pícara Soñadora (1991) como Gladys de Rochild
- Alcanzar una estrella II (1991) como Cristina
- Mi pequeña Soledad (1990) como Ana Silvia
- Alcanzar una estrella (1990) como Cristina
- Simplemente María (1989) como Lorena del Villar
- Quinceañera (1987)
- El precio de la fama (1987) como Cecilia
- El engaño (1986)
- Encadenados (1986) como Iris

## Filmes
- Caceria de judiciales (1997)
- Reclusorio (1997) .... Olga
- Una Luz en la escalera (1993) .... Georgina
- Gato con gatas, El (1992)  .... Angela
- Federal de narcoticos  (1991)
- Inesperada venganza  (1990)
- Los Pelotones y Juan Camaney (1990)
- Vengadora implacable, La (1990) .... Sofia
- Vampiro teporocho, El (1989)
- Las Calenturas de Juan Camaney II (1989)
- Si mi cama hablara (1989)
- Taquito de ojo (1988)
- Ladrón (1986)
- Lavadores de dinero (1986)
- Gavilán o paloma (1985)
- El Hijo de Pedro Navaja (1985)
- Terror y encajes negros (1985) .... Neighbor
- La Mujer del tahúr (1981)

## Ligações Externas
- Gabriela Goldsmith em Imdb
- Gabriela Goldsmith
- Gabriela Goldsmith em Alma Latina